# Taking Father's Dinner
Taking Father's Dinner è un cortometraggio muto del 1912 diretto da Frank Wilson.

## Trama
Una ragazza si attarda mentre sta portando il pranzo al padre.

## Produzione
Il film fu prodotto dalla Hepworth.

## Distribuzione
Distribuito dalla Hepworth, il film - un cortometraggio di circa 122 metri - uscì nelle sale cinematografiche britanniche nel marzo 1912.